# American Power Conversion
American Power Conversion (APC) — американская компания, наиболее известная как производитель источников бесперебойного питания, существовавшая в период 1981—2007 годов, в конце 2006 года поглощена Schneider Electric, торговая марка сохранена в виде «APC by Schneider Electric».
Производственные мощности располагались в США, Ирландии, Швейцарии, на Филиппинах, в Китае, Индии и Бразилии; по состоянию на конец 2004 год в компании работало около 6365 сотрудников.

## История
Основана в марте 1981 года тремя инженерами-электротехниками из Массачусетского технологического института, в первый год фирма сконцентрировалась на исследованиях и разработках в области солнечной энергетики, финансируемых, в основном, из государственных программ. В 1982 году из-за нестабильного финансирования основного направления, фирма освоила выпуск свинцовых аккумуляторов для защиты персональных компьютеров от перебоев электропитания. В 1984 году государственные программы по развитию солнечной энергетики были свёрнуты и компания целиком переориентировалась на побочное для неё ранее направление — запасного питания для персональных компьютеров, в том же году фирмой выпущен первый полноценный серийный источник бесперебойного питания на свинцово-кислотных аккумуляторах — APC 750. 1984 год компания закончила с выручкой $400 тыс.
В конце 1984 года для разработки маркетинговой стратегии компании был привлечён Роджер Дауэлл, а в августе 1985 он назначен президентом. С его именем связан значительный рост компании и обретение фирмой значительной доли рынка источников бесперебойного питания. В 1986 году компания переехала из пригорода Бостона в Род-Айленд, где был более удачный налоговый режим, более низкие цены на недвижимость для развёртывания массовых производственных мощностей и при этом имелась в достатке квалифицированная рабочая сила.
Во второй половине 1980-х с ростом использования персональных компьютеров спрос на источники бесперебойного питания для них быстро рос, и для привлечения капитала для быстрого развёртывания новых производственных мощностей в июле 1988 года компания осуществила первичное размещение на NASDAQ (акции торговались с тикером APCC). В 1989 году обороты компании превысили $35 млн, в том же году фирма, захватив долю в 30 % на рынке источников бесперебойного питания, попала в различные списки наиболее многообещающих и быстрорастущих компаний США, в частности, отмечена четвёртой в списке 100 «самых многообещающих компаний» по версии Businessweek, включена в десятку «суперзвёзд рынка акций» по версии Fortune, указана под номером 40 в списке 100 самых быстрорастущих публичных компаний по версии Inc.. Стоимость источников бесперебойного питания, выпускаемых компанией в конце 1980-х годов, варьировалась от $169 для настольных компьютеров до $2 тыс. для мини-компьютеров.
В 1990 году компания переехала в штаб-квартиру в Уэст-Кингстоне в Род-Айленде, и запустила в производство линейку источников бесперебойного питания Smart UPS, ориентированную для применения в небольших локальных вычислительных сетях. В 1991 году появились устройства защиты от бросков напряжения, освоен выпуск источников бесперебойного питания для мейнфреймов. В том же году попала в список «лучших малых компаний» Forbes, в котором был отмечен оборот в $91 млн и средняя рентабельность собственного капитала за последнюю пятилетку в 38 %.
В середине 1990-х годов созданы производственные мощности в Ирландии, Филиппинах, Китае, Бразилии, Индии, в общей сложности было построено 9 новых заводов с вложениями $10 — 15 млн каждый. Выручка в 1995 году достигла $515 млн, а к 1998 году превысила $1 млрд.
В 1998 году корпорация поглотила датскую фирму Silicon A/S, производителя источников бесперебойного питания для центров обработки данных и занимавшую к моменту приобретения третье место на европейском рынке систем бесперебойного питания. В 2000 году приобретена компания EnergyOn.com, предоставлявшая сервис для потребителей на конкурентных рынках электроэнергии и газоснабжения по оперативному заказу ресурсоснабжения через Интернет. К 2003 году компания достигла выручки в $1,5 млрд.
30 октября 2006 года было объявлено о поглощении компании французской электромашиностроительной корпорацией Schneider Electric, сумма сделки составила $6,5 млрд, сделка была завершена 14 февраля 2007 года.
Торговая марка APC сохранена, под этим наименованием выпускаются источники бесперебойного питания, сетевые удлинители, стабилизаторы напряжения, а также широкий спектр оборудования для энергоснабжения и охлаждения центров обработки данных.

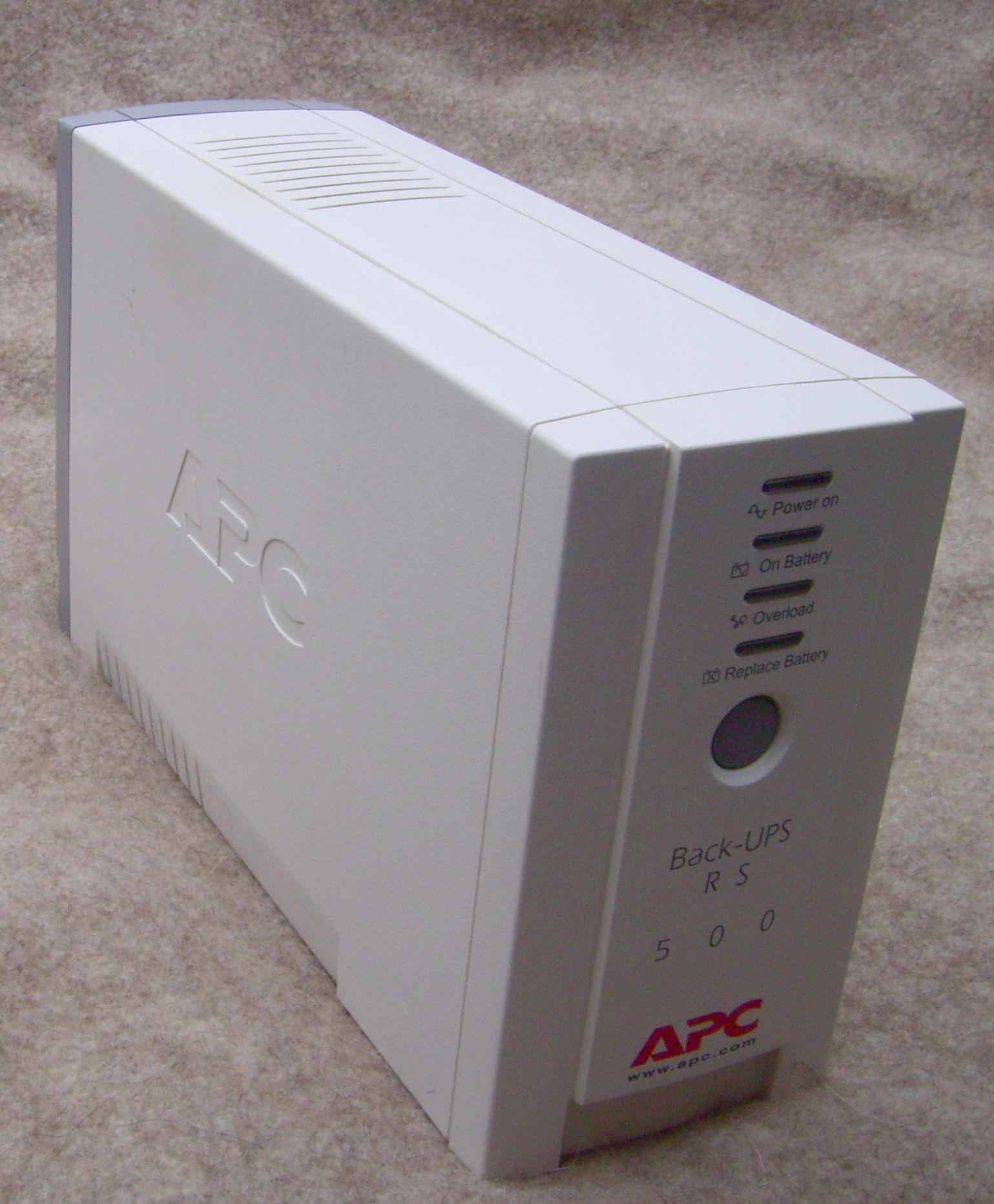
Источник бесперебойного питания, выпускавшийся в 2000-е годы.